# Шумков Олександр Сергійович
Олекса́ндр Сергійович Шумков (19 вересня 1989, Одеса) — український громадський активіст, військовослужбовець Збройних Сил України, колишній політичний в'язень в Росії.

## Громадська діяльність
З 17 років брав активну участь у розбудові громадської організації «Спілка Української Молоді в Україні» на Херсонщині. Займався патріотичним вихованням юнацтва та працював над поширенням української мови на півдні України. З 2008 р. обіймав посаду референта з інформаційної діяльності у Херсонському осередку СУМ в Україні. У 2010—2013 рр. з ініціативи та під керівництвом О. Шумкова в низці населених пунктів Херсонської області проводились історичні лекторії, відкривались виставки на військово-історичну та краєзнавчу тематику. Особливу увагу у своїй роботі присвячував пропагуванню здорового способу життя серед молоді.
У 2013—2014 рр. був активним учасником Революції гідності.

## Служба в армії
Олександр важко переживав розстріли мирних мітингувальників на Майдані та вторгнення російських військ до України. Коли на херсонському міському кладовищі виросли свіжі вояцькі могили — Олександр вирішив йти до армії. Служив звичайним солдатом в 11-й бригаді армійської авіації Сухопутних військ Збройних сил України. Однак насправді лише рахувався у військовій частині в Чорнобаївці під Херсоном. Тут, як військовослужбовець-контрактник з вищою юридичною освітою, Шумков залучався у ролі дізнавача до військових правоохоронних органів, де займався розшуком та дізнанням дезертирів.

## Зникнення

Лист Слідчого комітету Російської Федерації до матері Олександра Шумкова Лариси. 2017 р.

26 вересня 2017, пізно ввечері, на домашню адресу Лариси Шумкової, матері Олександра, надійшов лист від Слідчого комітету ФСБ РФ у Брянській області, де було сказано, що її син Олександр перебуває у Брянському СІЗО. У листі зазначалося, що Олександр Шумков затриманий працівниками ФСБ ще 8 вересня о 15 годині дня за підозрою в «скоєнні злочину» за  ч.2 ст. 282 КК РФ — участь в екстремістських організаціях.
Інтернет-видання «Українська правда», посилаючись на власні джерела у Державній прикордонній службі України, повідомило, що Шумков нібито законно перетнув українсько-російський кордон 23 серпня. Пізніше це твердження так і не було ані доведено українськими прикордонниками чи військовою прокуратурою, ані спростовано адвокатами Шумкова.
Лише на початку жовтня 2017 р. у приміщенні Брянського СІЗО з Олександром Шумковим зміг зустрітися український консул, а невдовзі і незалежний адвокат. Починаючи з жовтня 2017 р. інтереси Олександра Шумкова представляв російський адвокат Фаріт Муртазін, який заявив, що його клієнт потрапив до Росії в результаті провокації.
Російське інтернет видання «Брянские новости» 5 жовтня поширило інформацію, що зі зникненням Шумкова пов'язаний колишній народний депутат України Олексій Журавко, який у 2014 р. виїхав до Росії, звідки робив заклики до порушення територіальної цілісності України. Спершу про арешт Олександра органами ФСБ РФ повідомив саме Журавко на своїй сторінці в соціальній мережі у Фейсбук. Однак згодом повідомлення було видалено.
18 жовтня 2017 р. адвокат Шумкова Фаріт Муртазін, із посиланням на слова свого підзахисного, повідомив, що його клієнт був викрадений з території України: Шумков, як дізнавач військової прокуратури, їхав на зустріч із інформатором на ім'я Михайло. Ця особа мала надати цінні відомості про постачальників наркотичних речовин з окупованих росіянами територій до Одеси і Дніпра. Неподалік від державного кордону, на місці зустрічі з інформатором, на машину у якій пересувався Шумков був скоєний напад. Олександр був знерухомлений ударом електрошокера і в непритомному стані вивезений на територію РФ. Шумков прийшов до тями вже на допиті в ФСБ.
20 жовтня 2017 р. військова прокуратура Херсонського гарнізону поширила повідомлення у якому звинуватила Шумкова у незаконному зберіганні пістолета системи Марголіна та патронів до нього, а також у незаконному зберіганні психотропних та наркотичних речовин. Також військова прокуратура Херсонського гарнізону заявила, що нею проводяться невідкладні слідчі (розшукові) дії з метою встановлення обставин нез'явлення на військову службу Шумкова О. С., а також можливого перетину державного кордону України у напрямку Російської Федерації.
Невдовзі видання «Український тиждень» опублікувало скани документів про службу Шумкова у військовій прокуратурі Херсонського гарнізону. Реакцією наглядового відомства стала заява, що саме на момент викрадення солдата (з 16 по 24 серпня 2017 року) він не був відряджений до військової прокуратури Південного регіону України.

## Ув'язнення в Росії
Шумкову офіційно інкримінують дві статті 282.2 Кримінального Кодексу РФ щодо участі у екстремістській діяльності, які передбачають від 2 до 6 років позбавлення волі. У справі стверджується, що він перебував у лавах забороненої у РФ організації «Правий сектор» і довгий час був особистим охоронцем Дмитра Яроша, що означає його вагому роль в організації. Рідні Шумкова стверджують, що він покинув лави «Правого сектора» ще 1 листопада 2014 р., а «Правий сектор» був визнаний ексремістською організацією в РФ лише 17 листопада 2014 р.
Також Шумкову інкримінують участь у громадській блокаді Криму у вересні 2015 року та залякування «проросійських жителів Херсонщини». У справі фігурує двоє таємних свідків, які виступають з доказами участі Олександра у «Правому секторі», громадській блокаді Криму та залякуванні проросійських мешканців Херсонщини.
25 травня 2018 року, перебувавючи у Брянському СІЗО, Шумков оголосив голодування на знак солідарності з Сенцовим та іншими українськими політв'язнями, незаконно утримуваними Росією.
27 червня 2018 року Севський районний суд Брянської області Російської Федерації почав розгляд по суті справи Шумкова. Судові засідання неодноразово відвідував український консул. Сам Шумков під час розгляду справи заявив, що не вважає себе винним у вчиненні будь-яких злочинів і наголосив, що був і залишається солдатом Збройних Сил України. Олександр відмовився свідчити у суді російською мовою та заявив вимогу про надання українсько-російського перекладача.

## Реакція української влади

Київська міська організація СУМ в Україні вимагає звільнення Олександра Шумкова. 3 жовтня 2017 р.

30 вересня 2017 р. у Генштабі ЗСУ пообіцяли з'ясувати інформацію, однак пізніше ГШ ЗСУ не поширював жодних заяв і не давав роз'яснення щодо зникнення солдата О. Шумкова. У прес-службі Міністерства закордонних справ України заявили, що перевіряють інформацію про зникнення українця. Представник Уповноваженого ВР з прав людини Михайло Чаплига 30 вересня заявив наступне:
|  | З понеділка ми ініціативно починаємо комунікацію з офісом російського омбудсмена щодо цього питання. З погляду України, особа зникла на цій території. Далі вже буде і поліція проводити розслідування. Ми по своїй лінії звернемося до пані Москалькової. І далі спробуємо скомунікувати з нашим МЗС |

3 жовтня 2017 р. з вимогою негайного визволення Олександра Шумкова виступила Київська міська організація Спілки Української Молоді в Україні. Сумівці розпочали збір коштів на оплату приватного адвоката для члена своєї організації.
У 2018 р. в Україні відбулась низка громадських акцій з вимогою до Росії звільнити політичних в'язнів та українських військовополонених. Майже на всіх подібного роду заходах серед інших імен українських бранців звучало й ім'я Олександра Шумкова.

### Реакція міжнародної спільноти
14 червня 2018 р. Європарламент проголосував важливу резолюцію щодо Російської Федерації. Одна з вимог — звільнення усіх 70 українських політв'язнів, зокрема і Олександра Шумкова.
18 червня того ж року Держдепартамент США оприлюднив заяву з приводу політичних та релігійних в'язнів, які утримуються Російською Федерацією. У заяві згадується і Олександр Шумков: «We are especially concerned about the welfare of four Ukrainians unjustly imprisoned who are currently on hunger strike—Oleh Sentsov, Stanislav Klykh, Oleksandr Shumkov, and Volodymyr Balukh».

## Звільнення та повернення в Україну
Провівши понад три роки в незаконному ув'язненні у виправній колонії в місті Торжок Тверської області, 23 грудня 2020 Олександр Шумков був звільнений у зв'язку із закінченням терміну ув'язнення. Він був переміщений до центру тимчасового утримання іноземних громадян УМВД РФ по Тверській області. Увечері 24 грудня Олександр Шумков перетнув український кордон та прибув в автомобільний пункт пропуску «Бачівськ», де його зустріли рідні, представник Офісу уповноваженого та представники територіальних органів військового управління ЗСУ.